# Lễ cưới (người Nùng)
Lễ cưới người Nùng là một nghi lễ của đồng bào dân tộc thiểu số Nùng, Bắc Kạn, thủ tục trải qua nhiều nghi lễ.

## Lễ so tuổi
Nhà trai mang sang nhà gái một đôi hạt cau khô để xin lá số của cô gái. Sau một tháng nếu nhà gái không trả lại đôi hạt cau thì coi như nhà gái đã ưng thuận, nhà trai sẽ đến hỏi lần thứ hai để hai gia đình định ngày đính hôn và thỏa thuận sính lễ.

## Lễ đính hôn và chuẩn bị cưới
Gồm một con lợn và một đôi gà sống thiến. Sau lễ đính hôn có thể một vài năm mới cưới, trước kia lễ vật đám cưới rườm rà có khi nhà trai phải mất một vài năm mới lo đủ. Đối với nhà gái cũng phải chuẩn bị nhưng nhẹ nhàng hơn nhà trai, cô gái chỉ phải chuẩn bị chăn màn, quần áo và một số đồ dùng.

## Lễ cưới
Thường được tổ chức vào mùa khô. Trước hôm cưới nhà trai mang lễ vật gồm thịt lợn, rượu, gạo… đến nhà gái theo yêu cầu. Khi đi đón dâu nhà trai gồm có chú rể, phù rể, ông mối…. Ông mối là người rất quan trọng. Bởi theo quan niệm của người Nùng đôi vợ chồng trẻ có hạnh phúc giàu có hay không phụ thuộc rất nhiều vào ông mối. Khi xuất hành đến nhà gái, chú rể thắp hương vái lạy trước bàn thờ tổ tiên rồi đi trước, tiếp đến là 2 cô đón dâu và cuối cùng là ông mối.
Tới nhà cô dâu, chú rể làm lễ trình báo tổ tiên, sau đó mời trầu, mời thuốc tất cả họ hàng nhà cô dâu. Đoàn đưa dâu gồm một bà đưa dâu, một cô phù dâu, một cô mang theo tặng phẩm. Việc trải chiếu giường cô dâu đêm tân hôn nhất thiết chỉ bà đưa mới được trải, đây là người đã được chọn lựa rất kỹ. Trước khi về nhà chồng cô dâu phải mặc những bộ trang phục mới và đẹp. Cô dâu được trang điểm rất kỹ càng, phải chọn người biết chải tóc và đội khăn. Gia đình chuẩn bị một bó đuốc đang cháy đặt cạnh bên bếp lửa, cô dâu cúi xuống hai tay cầm bó đuốc đang cháy đẩy vào bếp, làm cho ngọn đuốc bốc cao.. sau những thủ tục trên cô dâu ra cửa, phù dâu và những người trong đoàn đi theo, kể từ đây cô dâu không được nhìn ngoái lại. Trên đường đi qua các đền miếu, ông mối vào thắp hương khấn vái. Nếu hai đám cưới gặp nhau giữa đường thì hai cô dâu mời trầu hoặc tặng nhau vật kỷ niệm và phải tránh nhau theo bên phải. Khi đến nhà chú rể bếp lửa phải được che kín không được cho cô dâu nhìn thấy. Bước vào nhà cô dâu thực hiện lễ báo tổ tiên để công nhận cô từ nay là con cháu trong gia đình.
Sáng hôm sau bà đưa đại diện cho nhà gái làm lễ bàn giao và những hồi môn, tặng phẩm của nhà gái cho nhà trai. Sau ba ngày sẽ làm lễ lại mặt. Lễ vật gồm một đôi gà luộc chín, một khay xôi màu đỏ. Trong lễ lại mặt chú rể mới có thời gian làm quen với những người thân thích của cô dâu.
Trong một vài năm đầu cô dâu về nhà bố mẹ đẻ vào những dịp có công có việc. Mỗi lần về anh em họ hàng bên chồng phải đích thân sang đón. 

## Hiện tại
Đồng bào Nùng đã có rất nhiều tiến bộ trong việc cưới hỏi, thủ tục đám cưới đã giản đơn hơn rất nhiều, nhưng vẫn giữ được bản sắc và phong tục riêng.